# Chanchos Amigos
Chanchos Amigos es el tercer álbum de estudio de la banda argentina de ska, cuarteto y rock Los Caligaris.
 Se publicó en 2005. Incluye uno de sus principales éxitos: «Quereme así», que cuenta con la participación de Jorge Serrano.
El disco contiene un bonus track al final, que es una nueva versión de la canción «Nadie es perfecto» de su álbum debut Yernos Perfectos.

## Lista de canciones
| Chanchos Amigos |                                   |          |  |
| N.º             | Título                            | Duración |  |
| 1.              | «Mi Estanciera y Yo»              | 3:05     |  |
| 2.              | «Quereme Así (con Jorge Serrano)» | 4:23     |  |
| 3.              | «Naciste para un Rey»             | 3:23     |  |
| 4.              | «Dolería Menos»                   | 3:10     |  |
| 5.              | «Sara»                            | 3:00     |  |
| 6.              | «Game Lover»                      | 2:33     |  |
| 7.              | «Después Me Dicen a Mí»           | 3:01     |  |
| 8.              | «El Colectivo»                    | 3:08     |  |
| 9.              | «Al Revés»                        | 3:34     |  |
| 10.             | «Ser Feliz»                       | 3:29     |  |
| 11.             | «El Enano Se Va del Circo»        | 2:54     |  |
| 12.             | «Una Historia Diferente»          | 4:58     |  |
| 13.             | «Fanático»                        | 4:34     |  |
| 14.             | «Bonus Track»                     | 4:40     |  |